# 肖恩·伯恩 (1993年出生足球運動員)
肖恩·伯恩（英語：Shaun Byrne；1993年6月9日—）是一位蘇格蘭足球運動員。在場上的位置是中場。他現在效力於蘇格蘭球隊登地。

## 職業生涯

### 邓弗姆林
伯恩最初在凱尔特人青年隊學習踢球，在2008年投效邓弗姆林，在2012年蘇格蘭聯賽盃首次職業上場，以替補身份上場並以3-0擊敗蒙特羅斯。他首次聯賽上場是以2-0擊敗鄧巴頓的比賽，他同樣以替補身份上場，而首次先發上場則是在元旦進行的法夫德比對拉夫流浪。2013/14賽季對阿布羅斯的比賽，他取得首顆職業進球，但球隊最後仍以3-2輸球。球隊在該賽季贏得蘇格蘭甲組足球聯賽後，伯恩的合約亦到期，雙方關係到此為止。

### 利文斯顿
被邓弗姆林放棄的伯恩很快便與蘇甲球會利文斯顿簽約加盟。他成為了球隊常規球員，並助球隊連續兩年晉級，而他亦贏得了個人第二個蘇甲冠軍。2017/18賽季的晉級附加賽擊敗帕尔蒂克，使球隊晉身蘇超聯賽。

### 登地
2019年6月，伯恩轉投登地並簽約三年並附一年延長權，轉會費沒有公佈。2021年5月，他助球隊贏得蘇超晉級附加賽，使球隊晉級至來季蘇超。2021年10月16日對阿伯丁賽事中，他膝關節韌帶受傷，雖然不需要進行手術，但仍需要休養六至十二星期。2022年1月，他康復後回到訓練場上，並與球會續約至2024年。

## 榮譽

### 球會
邓弗姆林
- 蘇格蘭甲組足球聯賽：2015–16[15]

利文斯顿
- 蘇格蘭甲組足球聯賽：2016–17[16]